# John Quinn (Politiker)
John Quinn (irisch Seán Ó Cuinn, * 9. August 1839 im County Tipperary, Irland; † 23. Februar 1903 in New York City) war ein irisch-amerikanischer Politiker. Zwischen 1889 und 1891 vertrat er den Bundesstaat New York im US-Repräsentantenhaus.

## Werdegang
John Quinn wurde während der Viktorianischen Zeitalters im County Tipperary geboren. Er besuchte das Clonmel College in Tipperary. 1866 wanderte er in die Vereinigten Staaten ein und ließ sich in New York City nieder. Dort ging er Immobilien- und Baugeschäften nach. Er war Präsident der West Side Electric Light & Power Company und einer der Gründer und Direktor der Homestead Bank of New York. 1882 saß er in der New York State Assembly. Dann war er zwischen 1885 und 1887 Mitglied im Board of Aldermen. Politisch gehörte er der Demokratischen Partei an. Er nahm in den Jahren 1884 und 1888 als Delegierter an den Democratic National Conventions teil.
Bei den Kongresswahlen des Jahres 1888 für den 51. Kongress wurde Quinn im elften Wahlbezirk von New York in das US-Repräsentantenhaus in Washington, D.C. gewählt, wo er am 4. März 1889 die Nachfolge von Truman A. Merriman antrat. Er schied nach dem 3. März 1891 aus dem Kongress aus.
Am 23. Februar 1903 starb er in New York City und wurde auf dem Calvary Cemetery in Long Island City beigesetzt.